# Guatemaltekische Beachhandball-Nationalmannschaft der Frauen
Die guatemaltekische Beachhandball-Nationalmannschaft der Frauen repräsentiert den guatemaltekischen Handballverband als Auswahlmannschaft auf internationaler Ebene bei Länderspielen im Beachhandball gegen Mannschaften anderer nationaler Verbände.
Weder eine als Unterbau fungierende Nationalmannschaft der Juniorinnen noch ein männliches Pendant wurden bislang gegründet.

## Geschichte
Guatemala ist bislang die einzige Nation Festland-Mittelamerikas, die bislang je eine weibliche Nationalmannschaft im Beachhandball gegründet hat und neben El Salvador geschlechtsübergreifend das einzige Land Mittelamerikas, das bislang eine Nationalmannschaft im Beachhandball aufstellte. Der Verband hat dieses Nationalteam bisher jedoch nur einmal, Juegos Bolivarianos de Playa als Gastland zu den ersten 2012 zu einer internationalen Meisterschaft entsandt. Bei dem vergleichsweise gut besuchten Turnier mit sieben Mannschaften der nur zehn Teilnehmerstaaten der Juegos Bolivarianos de Playa des Jahres platzierten sich die guatemaltekischen Frauen als Vorletzte des Turniers auf den sechsten Platz. Darüber hinaus trat die Mannschaft bislang nur bei kleineren regionalen Turnieren an.
Guatemala ist neben Österreich, der Slowakei und Turkmenistan das einzige Land, das bislang nur eine A-Nationalmannschaft der Frauen, aber noch nie eine A-Nationalmannschaft der Männer aufgestellt hat.

## Teilnahmen
| World Games - 2001: nicht eingeladen - 2005: nicht eingeladen - 2009: nicht eingeladen - 2013: nicht qualifiziert - 2017: nicht qualifiziert - 2022: nicht qualifiziert World Beach Games - 2019: nicht qualifiziert - 2023: nicht qualifiziert | Weltmeisterschaften - 2001: abgesagt - 2004: nicht qualifiziert - 2006: nicht qualifiziert - 2008: nicht qualifiziert - 2010: nicht qualifiziert - 2012: nicht qualifiziert - 2014: nicht qualifiziert - 2016: nicht qualifiziert - 2018: nicht qualifiziert - 2020: nicht qualifiziert, abgesagt - 2022: nicht qualifiziert | Südamerikanische Beach Games - 2009: nicht teilgenommen - 2011: nicht teilgenommen - 2014: nicht teilgenommen - 2019: nicht teilgenommen - 2023: Beachgames Zentralamerikas und der Karibik - 2022: nicht qualifiziert Juegos Bolivarianos de Playa - 2012: 6. - 2014: nicht teilgenommen - 2016: nicht teilgenommen | Pan-Amerikanische Meisterschaften - 2004: nicht teilgenommen - 2008: nicht teilgenommen - 2012: nicht teilgenommen - 2014: nicht teilgenommen - 2016: nicht teilgenommen - 2018: nicht teilgenommen Süd- und Mittelamerikanische Meisterschaften - 2019: nicht teilgenommen - 2022: nicht teilgenommen |

- CdE 2008[1]: Johana Herminia Arévalo Pérez (TW) • Pamela Maria Ariano Morales • Yeni Mirella Barillas Mazariegos •  Andréa Maria Bermejo Garcia • Karen Sofía Escobar González • Lesly Yohana Gudiel Cano de Ramos • Catherine Lucia Gramajo Cifuentes • Tomasita Isabel Lopez Castellano • Bárbara Michelle Pineda Anzueto • Adriana Guadalupe Sosa Morales[2]

- BBG 2012: Johana Herminia Arévalo Pérez (TW) • Pamela Maria Ariano Morales • Yeni Mirella Barillas Mazariegos • Natalia Maria Fuentes Pineda • Lesly Yohana Gudiel de Ramos • Magda Elizabeth López Osorio • Bárbara Michelle Pineda Anzueto • Doris Yasmina Palencia de Ozuna • Ersatz: Sofía Pineda • Roxana Veliz[3]

## Trainer
Cheftrainer
- 2008 Pluvio Isaac Santos und Pablo Marante Casanova
- 2012: Adelso Sical